# العلاقات الدومينيكية الليبيرية
العلاقات الدومينيكية الليبيرية هي العلاقات الثنائية التي تجمع بين دومينيكا وليبيريا.

## مقارنة بين البلدين
هذه مقارنة عامة ومرجعية للدولتين:
| وجه المقارنة                                              | دومينيكا              | ليبيريا      |
| --------------------------------------------------------- | --------------------- | ------------ |
| المساحة (كم2)                                             | 751                   | 111.37 ألف   |
| عدد السكان (نسمة)                                         | 73.92 ألف             | 4.73 مليون   |
| الكثافة السكانية (ن./كم²)                                 | 9.84 ألف              | 42.47        |
| العاصمة                                                   | روسو                  | مونروفيا     |
| اللغة الرسمية                                             | لغة إنجليزية          | لغة إنجليزية |
| العملة                                                    | دولار شرق الكاريبي    | دولار ليبيري |
| الناتج المحلي الإجمالي (بليون دولار)                      | 562.54 مليون          | 2.16 مليار   |
| الناتج المحلي الإجمالي (تعادل القوة الشرائية) بليون دولار | 789.63 مليون          | 3.76 مليار   |
| الناتج المحلي الإجمالي الاسمي للفرد دولار أمريكي          | 7.12 ألف              | 455          |
| الناتج المحلي الإجمالي للفرد دولار أمريكي                 | 10.88 ألف             | 842          |
| مؤشر التنمية البشرية                                      | 0.724                 | 0.430        |
| رمز المكالمات الدولي                                      | +1767                 | +231         |
| رمز الإنترنت                                              | .dm                   | .lr          |
| المنطقة الزمنية                                           | 00، توقيت أطلنطي موحد | 00           |

## منظمات دولية مشتركة
يشترك البلدان في عضوية مجموعة من المنظمات الدولية، منها:
| علم المنظمة | اسم المنظمة                                 | تاريخ انضمام دومينيكا | تاريخ انضمام ليبيريا |
| ----------- | ------------------------------------------- | --------------------- | -------------------- |
|             | مؤسسة التنمية الدولية                       | 29 سبتمبر 1980        | 28 مارس 1962         |
|             | مؤسسة التمويل الدولية                       | 29 سبتمبر 1980        | 28 مارس 1962         |
|             | منظمة حظر الأسلحة الكيميائية                | ?                     | ?                    |
|             | الأمم المتحدة                               | 18 ديسمبر 1978        | 2 نوفمبر 1945        |
|             | الاتحاد الدولي للاتصالات                    | 28 أكتوبر 1996        | 10 أكتوبر 1927       |
|             | منظمة الشرطة الجنائية الدولية               | ?                     | ?                    |
|             | البنك الدولي للإنشاء والتعمير               | 29 سبتمبر 1980        | 28 مارس 1962         |
|             | الاتحاد البريدي العالمي                     | ?                     | ?                    |
|             | مجموعة دول أفريقيا والكاريبي والمحيط الهادئ | ?                     | ?                    |
|             | وكالة ضمان الاستثمار متعدد الأطراف          | 7 أكتوبر 1991         | 12 أبريل 2007        |
|             | يونسكو                                      | 9 يناير 1979          | 6 مارس 1947          |

## وصلات خارجية
- موقع وزارة الخارجية الليبيرية